# Cormondes-le-Petit
Cormondes-le-Petit (Kleingurmels en allemand) est une localité et une ancienne commune suisse du canton de Fribourg, située dans le district du Lac.

## Histoire
Cormondes-le-Petit est un village-rue situé à l'extrémité nord du lac de Schiffenen. Acheté par la ville de Fribourg aux comtes de Thierstein en 1442, Cormondes-le-Petit fut attribué à la bannière de l'Hôpital. l'ancienn commune, créée au XIXe siècle, partagea dès 1880 ses infrastructures (écoles, service du feu, etc.) et son administration avec Cormondes. L'industrie du bois fournit la plupart des cinquante à soixante emplois. Un nouveau lotissement laisse prévoir une augmentation de la population.
Depuis 2000, Cormondes-le-Petit fait partie de la commune de Cormondes avec qui elle a fusionné.

## Démographie
Cormondes-le-Petit comptait 119 habitants en 1850, 91 en 1900, 77 en 1941, 91 en 1950, 75 en 1970, 102 en 1990.